# ولسنیکا
ولسنیکا (به لاتین: Velesnica}} یک منطقهٔ مسکونی در صربستان است که در Kladovo واقع شده‌است.

## خصوصیات
ولسنیکا ۲۶۵ نفر جمعیت دارد.